# Ditlharapa
Ditlharapa – wieś w Botswanie w dystrykcie Southern. Według spisu ludności z 2011 roku wieś liczyła 653 mieszkańców.